# Andiszol
Az andiszol egy talajrend az USDA-talajtaxonómiában. Az andiszolok vulkanikus hamuból alakultak ki, magas az üveg és amorf kolloid anyag tartalmuk, főleg allofánokat és vas-hidrátokat tartalmaznak.
Mivel általában egészen fiatal, az andiszol tipikusan nagyon termékeny, kivéve, ahol a foszfor könnyen fixált (ami a trópusokon néha megesik). Gyakran lehetséges az intenzív művelés.
Az andiszolok a jégmentes földterületek kb. 1%-át foglalják el. Leginkább a Csendes-óceánt határoló Tűzgyűrűnél bukkan fel, de megtalálható a Nagy-hasadékvölgyben, Olaszországban, Izlandon és Hawaii-n.
Ismerünk andiszol fosszíliákat rég nem aktív vulkanikus helyeken, és esetenként akár 1,5 milliárd évesre is datálhatóak a prekambriumi időkből.

## Alrendek
- Aquand – az év nagy részében a vízszint felszínénél vagy annak közelében lévő andiszolok.
- Geland – nagyon hideg éghajlat andiszolai (az évi középhőmérséklet 0°C alatti).
- Cryand – hideg éghajlatok andiszolai.
- Torrand – nagyon száraz éghajlatok andiszolai.
- Ustands - félsivatagi és félnedves éghajlatok andiszolai.
- Udand – nedves éghajlatok andiszolai.
- Xerand – mérsékelt andiszolok nagyon száraz nyarakkal és nedves telekkel.
- Vitrand – viszonylag fiatal andiszolok, amik durva szerkezetűek és uralkodó az üveg.

## Külső hivatkozások
- Andisols. United States Department of Agriculture. [2006. május 9-i dátummal az eredetiből archiválva]. (Hozzáférés: 2008. január 4.)